# Кушнерович, Радий Аронович
Радий Аронович Кушнерович (23 марта 1931 — 6 января 2010) — советский сценарист и драматург, переводчик.

## Биография
Родился 23 марта 1931 года. Окончил Педагогический институт иностранных языков. Работал учителем в сельской школе (несколько лет), чеканщиком на заводе художественного литья, бутафором в «Союзмультфильме», литературным сотрудником журнала «Вокруг света». Соавтор сценариев к телефильмам «Легенда тюрьмы Павиак», «Цыган» (1979), «О тебе…» (1982), «За Ветлугой-рекой» (1986), «Арбатский мотив» (1990) и др. Иногда использовал псевдоним Кушниров.
Скончался 6 января 2010 года.

## Сочинения
- Девять легенд о Нараде [Текст] : В 3 д. / Радий Кушнерович ; Отв. ред. Б. Емельянов. - Москва : ВУОАП, 1969. - 53 л.; 28 см.
- И не последние... [Текст] : В 3 д. / Радий Кушнерович ; Отв. ред. В. Розов. - Москва : ВУОАП, 1967. - 82 л.; 28 см.
- Афганские сказки : Пересказал для детей Радий Кушнерович. [Для мл. и сред. шк. возраста / Рис. А. Давыдова]. - Москва : Дет. лит., 1984. - 32 с. : ил.; 23 см.
- Большак [Текст] : Повесть / [Ил.: А. Добрицын]. - [Москва] : [Мол. гвардия], [1971]. - 223 с. : ил.; 17 см.
- А что у вас? [Текст] : Комедия в 2 д., 8 карт. для школьников младш. и сред. возраста / Р. Кушнерович ; Отв. ред. Н. Давыдова. - Москва : ВУОАП, 1966. - 73 л.; 28 см.
- Легенда тюрьмы Павиак [Текст] : Киносценарий / Р. А. Кушнерович, Б. М. Носик. - [Москва] : [Искусство], [1973]. - 126 с. : ил.; 16 см. - (Б-ка кинодраматургии).
- Вдовий дом [Текст] : Пьеса в 2 д. / Отв. ред. А. Симуков. - Москва : ВААП, 1974. - 81 л.; 28 см.
- Было или не было... [Текст] : Афган. нравоучительные истории и сказки : [Для младш. и сред. возраста] / [Пер. с яз. пушту З. Калининой и др.] ; Пересказал для детей Р. Кушниров ; Рис. В. Дувидова. - Москва : Детгиз, 1959. - 96 с. : ил.; 21 см.

## Призы и награды
Приз «Золотая нимфа» за лучший сценарий (с Родионом Нахапетовым) музыкального телефильма на МТФ в Монте-Карло, 1983